# Latvijas dzelzceļš
Latvijas dzelzceļš (LDz), Koleje Łotewskie – łotewski narodowy przewoźnik kolejowy, z siedzibą w Rydze. Zatrudnia około 12 400 osób (2010). Zarządza 1933,8 km linii o rozstawie 1520 mm i 33,4 km 750 mm.
Powstały w 1919, od 1991 reaktywowane. 
Swoją siedzibę w Rydze przy Emīlijas Benjamiņas iela 3, Koleje Łotewskie dzielą z Ministerstwem Transportu. 

## Spółki zależne
- Krajowy Serwis Pasażerski S.A. (Pasažieru vilciens) – 100% LDz
  - Naprawa Wagonów S.A. (VRC Zasulauks) – 51%
- Cargo, sp. z o.o. (LDz Cargo) – 100%
  - Cargo Logistyka, sp. z o.o. (LDz Cargo Loģistika)
- Infrastruktura, sp. z o.o. (LDz Infrastruktūra) – 100%
- Serwis Naprawy Taboru, sp. z o.o. (LDz ritošā sastāva serviss)
- Zagraniczny Serwis Pasażerski S.A. (Starptautiskie pasažieru pārvadājumi) – 51%
- Ochrona Kolei, sp. z o.o. (LDz apsardze) – 100%